# جیم‌آباد (بیرجند)
جیم‌آباد یک منطقهٔ مسکونی در ایران است که در دهستان باقران واقع شده‌است. براساس سرشماری مرکز آمار ایران در سال ۱۳۹۵، جیم‌آباد ۲۷ نفر جمعیت دارد.